# 徐淮 (弘治癸丑進士)
徐淮（1467年—？），字必東，山東東昌府高唐州武城縣人，民籍，明朝政治人物。

## 生平
山東鄉試第三十二名舉人。弘治六年（1493年）中式癸丑科會試第二百四十名，三甲第九十八名進士。

## 家族
曾祖徐武；祖父徐青，巡檢；父徐銓，母張氏。具庆下。